# Hockey-Weltmeisterschaft

Briefmarke 1976 der Deutschen Bundespost Berlin

Hockey-Weltmeisterschaften sind Welttitelkämpfe, die auf dem Feld und in der Halle ausgetragen werden. Weltmeisterschaften im Feldhockey gibt es seit 1971.
Bei den Damen richteten sowohl die IFWHA (International Federation of Women’s Hockey Associations) als auch die FIH (Fédération Internationale de Hockey) Weltmeisterschaften aus, bis sich beide Verbände 1982 zur heutigen FIH vereinten. Obwohl verschiedene Nationen – darunter auch Deutschland – an den WM-Turnieren beider Verbände teilnahmen, gingen die drei IFWHA-Turniere nicht in die offizielle Zählung der FIH ein.
Bei den Herren fanden die WM-Turniere zunächst alle zwei Jahre statt, seit 1978 werden sie alle vier Jahre – jeweils zwischen den Olympischen Spielen – ausgetragen. Seit 1986 spielen die Damen ebenfalls in diesem Rhythmus.
Hallenhockey-Weltmeisterschaften werden für Damen und Herren seit 2003 ausgetragen – bisher immer gleichzeitig am selben Ort (Stand 2023).

## Feldhockey

### Herren
| Turnier     | Gold        | Silber         | Bronze         | Austragungsort                           |
| ----------- | ----------- | -------------- | -------------- | ---------------------------------------- |
| 1. WM 1971  | Pakistan    | Spanien        | Indien         | Barcelona, Spanien                       |
| 2. WM 1973  | Niederlande | Indien         | BR Deutschland | Amsterdam, Niederlande                   |
| 3. WM 1975  | Indien      | Pakistan       | BR Deutschland | Kuala Lumpur, Malaysia                   |
| 4. WM 1978  | Pakistan    | Niederlande    | Australien     | Buenos Aires, Argentinien                |
| 5. WM 1982  | Pakistan    | BR Deutschland | Australien     | Bombay, Indien                           |
| 6. WM 1986  | Australien  | England        | BR Deutschland | London, England                          |
| 7. WM 1990  | Niederlande | Pakistan       | Australien     | Lahore, Pakistan                         |
| 8. WM 1994  | Pakistan    | Niederlande    | Australien     | Sydney, Australien                       |
| 9. WM 1998  | Niederlande | Spanien        | Deutschland    | Utrecht, Niederlande                     |
| 10. WM 2002 | Deutschland | Australien     | Niederlande    | Kuala Lumpur, Malaysia                   |
| 11. WM 2006 | Deutschland | Australien     | Spanien        | Mönchengladbach, Deutschland             |
| 12. WM 2010 | Australien  | Deutschland    | Niederlande    | Neu-Delhi, Indien                        |
| 13. WM 2014 | Australien  | Niederlande    | Argentinien    | Den Haag, Niederlande                    |
| 14. WM 2018 | Belgien     | Niederlande    | Australien     | Bhubaneswar, Indien                      |
| 15. WM 2023 | Deutschland | Belgien        | Niederlande    | Bhubaneswar, Indien                      |
| 16. WM 2026 |             |                |                | Wavre, Belgien / Amstelveen, Niederlande |

| RF | Nation      | Gold | Silber | Bronze | Gesamt |
| -- | ----------- | ---- | ------ | ------ | ------ |
| 1  | Pakistan    | 4    | 2      | 0      | 6      |
| 2  | Niederlande | 3    | 4      | 3      | 10     |
| 3  | Australien  | 3    | 2      | 5      | 10     |
| 4  | Deutschland | 3    | 2      | 4      | 9      |
| 5  | Indien      | 1    | 1      | 1      | 3      |
| 6  | Belgien     | 1    | 1      | 0      | 2      |
| 7  | Spanien     | 0    | 2      | 1      | 3      |
| 8  | England     | 0    | 1      | 0      | 1      |
| 9  | Argentinien | 0    | 0      | 1      | 1      |

### Damen
| Turnier | Gold        | Silber         | Bronze             | Austragungsort        |
| ------- | ----------- | -------------- | ------------------ | --------------------- |
| WM 1971 | Niederlande | BR Deutschland | Australien         | Auckland, Neuseeland  |
| WM 1975 | England     | Wales          | Neuseeland         | Edinburgh, Schottland |
| WM 1979 | Niederlande | BR Deutschland | Vereinigte Staaten | Vancouver, Kanada     |

| Turnier     | Gold           | Silber         | Bronze              | Austragungsort                              |
| ----------- | -------------- | -------------- | ------------------- | ------------------------------------------- |
| 1. WM 1974  | Niederlande    | Argentinien    | BR Deutschland      | Mandelieu-la-Napoule, Frankreich            |
| 2. WM 1976  | BR Deutschland | Argentinien    | Niederlande         | West-Berlin, BR Deutschland                 |
| 3. WM 1978  | Niederlande    | BR Deutschland | Belgien             | Madrid, Spanien                             |
| 4. WM 1981  | BR Deutschland | Niederlande    | Sowjetunion         | Buenos Aires, Argentinien                   |
| 5. WM 1983  | Niederlande    | Kanada         | Australien          | Kuala Lumpur, Malaysia                      |
| 6. WM 1986  | Niederlande    | BR Deutschland | Kanada              | Amstelveen, Niederlande                     |
| 7. WM 1990  | Niederlande    | Australien     | Südkorea            | Sydney, Australien                          |
| 8. WM 1994  | Australien     | Argentinien    | Vereinigte Staaten  | Dublin, Irland                              |
| 9. WM 1998  | Australien     | Niederlande    | Deutschland         | Utrecht, Niederlande                        |
| 10. WM 2002 | Argentinien    | Niederlande    | Volksrepublik China | Perth, Australien                           |
| 11. WM 2006 | Niederlande    | Australien     | Argentinien         | Madrid, Spanien                             |
| 12. WM 2010 | Argentinien    | Niederlande    | England             | Rosario, Argentinien                        |
| 13. WM 2014 | Niederlande    | Australien     | Argentinien         | Den Haag, Niederlande                       |
| 14. WM 2018 | Niederlande    | Irland         | Spanien             | London, England                             |
| 15. WM 2022 | Niederlande    | Argentinien    | Australien          | Terrassa, Spanien / Amstelveen, Niederlande |
| 16. WM 2026 |                |                |                     | Wavre, Belgien / Amstelveen, Niederlande    |

| RF                     | Nation              | Gold | Silber | Bronze | Gesamt |
| ---------------------- | ------------------- | ---- | ------ | ------ | ------ |
| 1                      | Niederlande         | 9    | 4      | 1      | 14     |
| 2                      | Argentinien         | 2    | 4      | 2      | 8      |
| 3                      | Australien          | 2    | 3      | 2      | 7      |
| 4                      | Deutschland         | 2    | 2      | 2      | 6      |
| 5                      | Kanada              | 0    | 1      | 1      | 2      |
| 6                      | Irland              | 0    | 1      | 0      | 1      |
| 7                      | Belgien             | 0    | 0      | 1      | 1      |
| 7                      | Volksrepublik China | 0    | 0      | 1      | 1      |
| 7                      | England             | 0    | 0      | 1      | 1      |
| 7                      | Südkorea            | 0    | 0      | 1      | 1      |
| 7                      | Russland1           | 0    | 0      | 1      | 1      |
| 7                      | Vereinigte Staaten  | 0    | 0      | 1      | 1      |
| 7                      | Spanien             | 0    | 0      | 1      | 1      |
| 1 bis 1991 Sowjetunion |                     |      |        |        |        |

Im Medaillenspiegel sind nur die Turniere der FIH berücksichtigt.

## Hallenhockey

### Herren
| Turnier | Gold        | Silber      | Bronze      | Austragungsort       |
| ------- | ----------- | ----------- | ----------- | -------------------- |
| WM 2003 | Deutschland | Polen       | Frankreich  | Leipzig, Deutschland |
| WM 2007 | Deutschland | Polen       | Spanien     | Wien, Österreich     |
| WM 2011 | Deutschland | Polen       | Österreich  | Posen, Polen         |
| WM 2015 | Niederlande | Österreich  | Deutschland | Leipzig, Deutschland |
| WM 2018 | Österreich  | Deutschland | Iran        | Berlin, Deutschland  |
| WM 2022 | abgesagt    | abgesagt    | abgesagt    | Lüttich, Belgien     |
| WM 2023 | Österreich  | Niederlande | Iran        | Pretoria, Südafrika  |
| WM 2025 | Deutschland | Österreich  | Südafrika   | Poreč, Kroatien      |

| RF | Nation      | Gold | Silber | Bronze | Gesamt |
| -- | ----------- | ---- | ------ | ------ | ------ |
| 1  | Deutschland | 4    | 1      | 1      | 6      |
| 2  | Österreich  | 2    | 2      | 1      | 5      |
| 3  | Niederlande | 1    | 1      | 0      | 2      |
| 4  | Polen       | 0    | 3      | 0      | 3      |
| 5  | Iran        | 0    | 0      | 2      | 2      |
| 6  | Frankreich  | 0    | 0      | 1      | 1      |
| 6  | Spanien     | 0    | 0      | 1      | 1      |
| 6  | Südafrika   | 0    | 0      | 1      | 1      |

### Damen
| Turnier | Gold        | Silber      | Bronze      | Austragungsort       |
| ------- | ----------- | ----------- | ----------- | -------------------- |
| WM 2003 | Deutschland | Niederlande | Frankreich  | Leipzig, Deutschland |
| WM 2007 | Niederlande | Spanien     | Deutschland | Wien, Österreich     |
| WM 2011 | Deutschland | Niederlande | Ukraine     | Posen, Polen         |
| WM 2015 | Niederlande | Deutschland | Tschechien  | Leipzig, Deutschland |
| WM 2018 | Deutschland | Niederlande | Belarus     | Berlin, Deutschland  |
| WM 2022 | abgesagt    | abgesagt    | abgesagt    | Lüttich, Belgien     |
| WM 2023 | Niederlande | Österreich  | Tschechien  | Pretoria, Südafrika  |
| WM 2025 | Polen       | Österreich  | Tschechien  | Poreč, Kroatien      |

| RF | Nation      | Gold | Silber | Bronze | Gesamt |
| -- | ----------- | ---- | ------ | ------ | ------ |
| 1  | Niederlande | 3    | 3      | 0      | 6      |
| 2  | Deutschland | 3    | 1      | 1      | 5      |
| 3  | Polen       | 1    | 0      | 0      | 1      |
| 4  | Österreich  | 0    | 2      | 0      | 2      |
| 5  | Spanien     | 0    | 1      | 0      | 1      |
| 6  | Tschechien  | 0    | 0      | 3      | 3      |
| 7  | Frankreich  | 0    | 0      | 1      | 1      |
| 7  | Ukraine     | 0    | 0      | 1      | 1      |
| 7  | Belarus     | 0    | 0      | 1      | 1      |

## Hockey5s
Die erste Austragung der Hockey5s-Weltmeisterschaft der FIH fand im Januar 2024 im Oman statt. Es nahmen sowohl bei den Damen als auch bei den Herren jeweils 16 Nationen teil.

### Herren
| Turnier | Gold        | Silber   | Bronze | Austragungsort |
| ------- | ----------- | -------- | ------ | -------------- |
| WM 2024 | Niederlande | Malaysia | Oman   | Maskat, Oman   |

### Damen
| Turnier | Gold        | Silber | Bronze | Austragungsort |
| ------- | ----------- | ------ | ------ | -------------- |
| WM 2024 | Niederlande | Indien | Polen  | Maskat, Oman   |

| RF | Nation      | Gold | Silber | Bronze | Gesamt |
| -- | ----------- | ---- | ------ | ------ | ------ |
| 1  | Niederlande | 2    | 0      | 0      | 2      |
| 2  | Malaysia    | 0    | 1      | 0      | 1      |
| 2  | Indien      | 0    | 1      | 0      | 1      |
| 4  | Oman        | 0    | 0      | 1      | 1      |
| 4  | Polen       | 0    | 0      | 1      | 1      |

## Erfolgreichste Hockey-Nationen
Stand: 1. Februar 2024, ohne Olympia.
| RF                     | Nation              | Gold | Silber | Bronze | Gesamt |
| ---------------------- | ------------------- | ---- | ------ | ------ | ------ |
| 1                      | Niederlande         | 18   | 12     | 4      | 34     |
| 2                      | Deutschland         | 11   | 6      | 8      | 25     |
| 3                      | Australien          | 5    | 5      | 7      | 17     |
| 4                      | Pakistan            | 4    | 2      | 0      | 6      |
| 5                      | Argentinien         | 2    | 4      | 3      | 9      |
| 6                      | Österreich          | 2    | 2      | 1      | 5      |
| 7                      | Indien              | 1    | 2      | 1      | 4      |
| 8                      | Belgien             | 1    | 1      | 1      | 3      |
| 9                      | Spanien             | 0    | 3      | 3      | 6      |
| 10                     | Polen               | 0    | 3      | 1      | 4      |
| 11                     | England             | 0    | 1      | 1      | 2      |
| 11                     | Kanada              | 0    | 1      | 1      | 2      |
| 13                     | Irland              | 0    | 1      | 0      | 1      |
| 13                     | Malaysia            | 0    | 1      | 0      | 1      |
| 15                     | Frankreich          | 0    | 0      | 2      | 2      |
| 15                     | Iran                | 0    | 0      | 2      | 2      |
| 15                     | Tschechien          | 0    | 0      | 2      | 2      |
| 18                     | Belarus             | 0    | 0      | 1      | 1      |
| 18                     | Oman                | 0    | 0      | 1      | 1      |
| 18                     | Russland1           | 0    | 0      | 1      | 1      |
| 18                     | Südafrika           | 0    | 0      | 1      | 1      |
| 18                     | Südkorea            | 0    | 0      | 1      | 1      |
| 18                     | Ukraine             | 0    | 0      | 1      | 1      |
| 18                     | Vereinigte Staaten  | 0    | 0      | 1      | 1      |
| 18                     | Volksrepublik China | 0    | 0      | 1      | 1      |
| 1 bis 1991 Sowjetunion |                     |      |        |        |        |